# Alternaria cheiranthi
Alternaria cheiranthi är en svampart som först beskrevs av Marie Anne Libert, och fick sitt nu gällande namn av P.C. Bolle 1924. Alternaria cheiranthi ingår i släktet Alternaria och familjen Pleosporaceae.   Inga underarter finns listade i Catalogue of Life.